# 佐藤優 (野球)
佐藤 優（さとう ゆう、1993年6月29日 - ）は、宮城県古川市（現：大崎市）出身の元プロ野球選手（投手）。右投左打。

## 経歴
小学校から軟式野球を始めた。
古川学園高等学校では1年からベンチ入り。2年時には最高球速138km/hを記録すると、3年生時には140km/h後半まで球速を伸ばした。最高成績は東北大会ベスト8で、甲子園出場はなかった。東日本国際大学のセレクションに参加した際には、最高球速151km/hを記録した。
東北福祉大学に進学し、1年生からエースナンバー18を着用した。1年春からリーグ戦に出場し、4年次の仙台六大学野球の東北工業大学戦では13奪三振を記録した。通算成績は、11勝2敗、防御率1.29。
2015年10月22日に行われたドラフト会議では、中日ドラゴンズから2位指名を受け、12月1日に契約金7000万円、年俸1000万円で契約した。背番号は14。

### プロ入り後
2016年は、5月10日の対横浜DeNAベイスターズ戦（横浜スタジアム）にてプロ初登板・初先発を果たし、5回1失点の好投でプロ初勝利を挙げた。中日の新人投手がプロ初登板で勝利を挙げたのは、川上憲伸以来18年ぶりである。後半戦は中継ぎに定着した。最終成績は、14試合の登板で、1勝0敗、防御率3.67だった。
2017年は、2勝0敗2ホールド、防御率5.40だった。オフには背番号を25に変更した。
2018年は、4月の初登板で3失点と炎上し登録抹消されたが、6月に再昇格し、11試合連続無失点を記録した。シーズン終盤にはクローザーに配置転換され、8月24日にプロ入り初セーブを記録した。最終的に42試合に登板し、1勝2敗5セーブ10ホールド、防御率は2.08と、崩壊状態であったブルペン陣を支え、最終盤までクライマックスシリーズ争いを繰り広げたチームを支えた。また、シーズンオフには東京ヤクルトスワローズの石山泰稚が右膝炎症により出場を辞退したため、2018日米野球の野球日本代表に追加招集された。プロアマ通じて初の代表招集だった。
2019年は、開幕一軍を勝ち取るも自己最少の7試合の登板に留まった。二軍では24試合に登板し39回を投げ、2勝1敗1セーブ、防御率3.00というまずまずの成績だった。オフの10月21日に神奈川県横浜市内の病院で右肘関節形成術の手術を受けた。
2020年は、春季キャンプでリハビリに励み、3月11日のオリックス・バファローズとの練習試合で実戦復帰したが開幕一軍は逃した。7月9日に初めて一軍昇格するも13試合で防御率5.74と結果を残せず二軍に降格。10月に再び一軍昇格したが、同月30日の広島東洋カープ戦で1イニング7失点と炎上しシーズンを終えた。最終的には14試合の登板で防御率9.18と成績を残せなかった。年俸は270万円減の1430万円（推定）で契約更改した。みやざきフェニックス・リーグでは3試合の先発を経験した。
2021年は、キャンプ中に脹脛を痛め、リハビリに専念した ことから開幕一軍を逃した。7月11日に一軍登録され、2試合を無失点に抑えたが二軍に降格。二軍では防御率1点台と力を見せたが、一軍では僅か4試合の登板で防御率13.50だった。年俸は減額制限に迫る24%減の1080万円（推定）で契約更改した。
2022年は、5月6日に出場選手登録され、シーズン初登板だった12日のヤクルト戦（神宮）から17日のDeNA戦（バンテリンドーム）までの登板した3試合は対戦した打者に安打を許したものの無失点に抑えた。しかし、20日の広島戦（マツダ）では小園海斗に本塁打を浴びるなど1回を投げて5失点の投球内容で降板し、翌21日に出場選手登録を抹消され、以降は再昇格がなかった。同シーズンは二軍で49試合に登板し、2勝2敗、防御率3.97と好投だったものの、一軍登板は前年と同様の4試合で防御率も2年連続で二桁となる11.25という結果に終わり、10月4日に戦力外通告を受けた。その後は現役続行を希望し、11月8日に行われた12球団合同トライアウトに参加。3人の打者と対戦し、無安打、無四球に抑えた。

### 現役引退後
現役引退後は、2023年7月19日付で、学生野球資格を回復し、8月1日付で母校の古川学園のコーチに就任した。

## 選手としての特徴
直球の最速は152km/h。佐々木主浩から教えてもらったフォークも投げる。

## 詳細情報

### 年度別投手成績
| 年 度     | 球 団     | 登 板 | 先 発 | 完 投 | 完 封 | 無 四 球 | 勝 利 | 敗 戦 | セ 丨 ブ | ホ 丨 ル ド | 勝 率 | 打 者 | 投 球 回 | 被 安 打 | 被 本 塁 打 | 与 四 球 | 敬 遠 | 与 死 球 | 奪 三 振 | 暴 投 | ボ 丨 ク | 失 点 | 自 責 点 | 防 御 率 | W H I P |
| --------- | --------- | ----- | ----- | ----- | ----- | -------- | ----- | ----- | -------- | ----------- | ----- | ----- | -------- | -------- | ----------- | -------- | ----- | -------- | -------- | ----- | -------- | ----- | -------- | -------- | ------- |
| 2016      | 中日      | 14    | 4     | 0     | 0     | 0        | 1     | 0     | 0        | 1           | 1.000 | 123   | 27.0     | 21       | 1           | 21       | 0     | 1        | 18       | 2     | 1        | 12    | 11       | 3.67     | 1.56    |
| 2017      | 中日      | 13    | 0     | 0     | 0     | 0        | 2     | 0     | 0        | 2           | 1.000 | 62    | 13.1     | 18       | 0           | 5        | 0     | 1        | 8        | 0     | 0        | 8     | 8        | 5.40     | 1.73    |
| 2018      | 中日      | 42    | 0     | 0     | 0     | 0        | 1     | 2     | 5        | 10          | .333  | 184   | 43.1     | 27       | 2           | 23       | 0     | 3        | 51       | 2     | 0        | 15    | 10       | 2.08     | 1.15    |
| 2019      | 中日      | 7     | 1     | 0     | 0     | 0        | 1     | 0     | 0        | 0           | 1.000 | 45    | 9.2      | 9        | 0           | 7        | 0     | 0        | 6        | 2     | 0        | 7     | 7        | 6.52     | 1.66    |
| 2020      | 中日      | 14    | 0     | 0     | 0     | 0        | 0     | 0     | 0        | 4           | ----  | 77    | 16.2     | 18       | 2           | 6        | 0     | 2        | 12       | 1     | 0        | 18    | 17       | 9.18     | 1.44    |
| 2021      | 中日      | 4     | 0     | 0     | 0     | 0        | 0     | 0     | 0        | 0           | ----  | 32    | 5.1      | 13       | 1           | 2        | 0     | 0        | 4        | 1     | 0        | 11    | 8        | 13.50    | 2.81    |
| 2022      | 中日      | 4     | 0     | 0     | 0     | 0        | 0     | 0     | 0        | 0           | ----  | 21    | 4.0      | 7        | 1           | 2        | 0     | 0        | 3        | 0     | 0        | 5     | 5        | 11.25    | 2.25    |
| 通算：7年 | 通算：7年 | 98    | 5     | 0     | 0     | 0        | 5     | 2     | 5        | 17          | .714  | 544   | 119.1    | 113      | 7           | 66       | 0     | 7        | 102      | 8     | 1        | 76    | 66       | 4.98     | 1.50    |

### 年度別守備成績
| 年 度 | 球 団 | 投手  | 投手  | 投手  | 投手  | 投手  | 投手     |
| 年 度 | 球 団 | 試 合 | 刺 殺 | 補 殺 | 失 策 | 併 殺 | 守 備 率 |
| ----- | ----- | ----- | ----- | ----- | ----- | ----- | -------- |
| 2016  | 中日  | 14    | 1     | 8     | 0     | 1     | 1.000    |
| 2017  | 中日  | 13    | 1     | 0     | 0     | 0     | 1.000    |
| 2018  | 中日  | 42    | 2     | 2     | 0     | 0     | 1.000    |
| 2019  | 中日  | 7     | 0     | 2     | 0     | 0     | 1.000    |
| 2020  | 中日  | 14    | 0     | 4     | 0     | 1     | 1.000    |
| 2021  | 中日  | 4     | 1     | 0     | 0     | 0     | 1.000    |
| 2022  | 中日  | 4     | 0     | 2     | 0     | 0     | 1.000    |
| 通算  | 通算  | 98    | 5     | 18    | 0     | 2     | 1.000    |

### 記録
初記録
投手記録
- 初登板・初先発・初勝利・初先発勝利：2016年5月10日、対横浜DeNAベイスターズ7回戦（横浜スタジアム）、5回1失点
- 初奪三振：同上、4回裏に梶谷隆幸から空振り三振
- 初ホールド：2018年7月4日、対阪神タイガース13回戦（阪神甲子園球場）、6回裏に2番手で救援登板、1回2/3 無失点
- 初セーブ：2018年8月24日、対広島東洋カープ19回戦（MAZDA Zoom-Zoom スタジアム広島）、9回裏に4番手で救援登板・完了、1回無失点

打撃記録
- 初打席：2016年5月10日、対横浜DeNAベイスターズ7回戦（横浜スタジアム）、3回表にギジェルモ・モスコーソから空振り三振

### 背番号
- 14（2016年 - 2017年）
- 25（2018年 - 2022年）

### 代表歴
- 2018日米野球